# プラヴ湖
プラヴ湖（セルビア語: Плавско језеро、アルバニア語: Liqeni i Plavës）は、モンテネグロ・プラヴにある湖である。

## 概要
プロクレティエ山地とヴィシトル山に挟まれた地にある氷河湖で、海抜906メートル (2,972 ft)の水面、南北2,160メートル (7,090 ft)、幅は平均して920メートル (3,020 ft)、水深は9 meters (30 ft)を有する湖である。モンテネグロ国内では最大の氷河湖であり、プラヴでは最も知られた観光地である。
石灰岩の洞窟が多数存在しており、水の噴出口も多く見られる湖である。